# 4-甲基戊醛
4-甲基戊醛（英語：4-methylpentanal）是一种分子式为C6H12O的有机化合物，是胆固醇侧链裂解酶（P450scc，CYP11A1）催化胆固醇生成孕烯醇酮的副产物。
实验室里，它可由4-甲基戊醇经吡啶氯铬酸盐氧化得到。